# 부대칭 행렬

5 × 5 반대각선 대칭행렬의 예

수학에서 부대칭 행렬(副對稱行列, 영어: secondary symmetric matrix, persymmetric matrix) 또는 반대각선 대칭 행렬(反對角線對稱行列, 영어: skew-diagonal symmetric matrix)은 왼쪽 아래와 오른쪽 위를 잇는 대각선에 대하여 대칭인 정사각 행렬이다.

## 정의
체 {\displaystyle K} 위의 {\displaystyle n\times n} 교환 행렬은 다음과 같다.
{\displaystyle J\in \operatorname {Mat} (n;K)}
{\displaystyle J_{ij}=\delta _{i,n+1-j}={\begin{cases}1&i=n+1-j\\0&i\neq n+1-j\end{cases}}}
체 {\displaystyle K} 위의 {\displaystyle n\times n} 정사각 행렬 {\displaystyle M\in \operatorname {Mat} (n;K)}의 부전치(副轉置, 영어: secondary transpose)는 {\displaystyle JM^{\top }J}이다. 여기서 {\displaystyle M^{\top }}은 전치 행렬이다. 이는 {\displaystyle M}을 부대각선에 대하여 전치한 것과 같다. 즉, 각 {\displaystyle i,j}에 대하여
{\displaystyle (JM^{\top }J)_{ij}=M_{n+1-j,n+1-i}}
이다.
부전치를 사용하여 다음과 같은 행렬의 종류들을 정의할 수 있다.
- 만약 {\displaystyle JM^{\top }J=M}라면, {\displaystyle M}을 부대칭 행렬이라고 한다.[1][2]
- 만약 {\displaystyle M}이 대칭 행렬이면서 부대칭 행렬이라면, {\displaystyle M}을 쌍대칭 행렬(雙對稱行列, 영어: bisymmetric matrix)이라고 한다.[2]
- 만약 {\displaystyle JM^{\top }J=-M}라면, {\displaystyle M}을 부반대칭 행렬(反副對稱行列, 영어: secondary skew-symmetric matrix, per-antisymmetric matrix)이라고 한다.[2]
- 만약 {\displaystyle JM^{\top }J=M^{-1}}라면, {\displaystyle M}을 부직교 행렬(副直交行列, 영어: secondary orthogonal matrix)이라고 한다.

2차 자기 동형 {\displaystyle {\bar {\quad }}}을 갖는 체 {\displaystyle K} 위의 {\displaystyle n\times n} 정사각 행렬 {\displaystyle M\in \operatorname {Mat} (n;K)}의 부켤레 전치(副-轉置, 영어: secondary conjugate transpose)는 {\displaystyle JM^{\dagger }J}이다. 여기서 {\displaystyle M^{\dagger }}는 켤레 전치이다. 이는 {\displaystyle M}을 부대각선에 대하여 켤레 전치한 것과 같다. 즉, 각 {\displaystyle i,j}에 대하여
{\displaystyle (JM^{\dagger }J)_{ij}={\overline {M_{n+1-j,n+1-i}}}}
이다.
부켤레 전치를 사용하여 다음과 같은 행렬의 종류들을 정의할 수 있다.
- 만약 {\displaystyle JM^{\dagger }J=M}라면, {\displaystyle M}을 부에르미트 행렬(副-行列, 영어: secondary Hermitian matrix, per-Hermitian matrix)이라고 한다.[2]
- 만약 {\displaystyle JM^{\dagger }J=-M}라면, {\displaystyle M}을 부반에르미트 행렬(副-行列, 영어: secondary skew-Hermitian matrix)이라고 한다.
- 만약 {\displaystyle JM^{\dagger }J=M^{-1}}라면, {\displaystyle M}을 부유니터리 행렬(副-行列, 영어: secondary Unitary matrix)이라고 한다.
- 만약 {\displaystyle M(JM^{\dagger }J)=(JM^{\dagger }J)M}라면, {\displaystyle M}을 부정규 행렬(副正規行列, 영어: secondary normal matrix)이라고 한다.

## 성질

### 연산에 대한 닫힘
쌍대칭 행렬의 합, 곱, 역행렬, 전치 행렬, 부전치는 쌍대칭 행렬이다.

## 같이 보기
- 중심대칭행렬